# カイザー・マックス級装甲艦 (初代)
| カイザー・マックス級装甲艦   | カイザー・マックス級装甲艦                                                       |
| ---------------------------- | -------------------------------------------------------------------------------- |
| 写真は「プリンツ・オイゲン」 |                                                                                  |
| 艦級概観                     |                                                                                  |
| 艦種                         | 装甲艦                                                                           |
| 艦名                         | 人名                                                                             |
| 前級                         | ドラッヘ級                                                                       |
| 次級                         | エルツヘルツォーク・フェルディナント・マックス級                                 |
| 性能諸元（竣工時）           |                                                                                  |
| 排水量                       | 常備：3,588トン 満載：-トン                                                      |
| 全長                         | 70.8m -m（水線長）                                                               |
| 全幅                         | 14.0m                                                                            |
| 吃水                         | 6.3m                                                                             |
| 機関                         | 形式不明石炭専焼円缶-基 +形式不明一段膨脹型レシプロ機関1基1軸推進                |
| 最大出力                     | 1,926hp                                                                          |
| 最大速力                     | 11.4ノット（機関航行時）                                                         |
| 航続距離                     | 10ノット/2,000海里                                                               |
| 燃料                         | 石炭：-トン                                                                      |
| 乗員                         | 386名                                                                            |
| 兵装                         | 竣工時 48ポンド：18cm単装砲16基 24ポンド：15cm単装砲15基 1867年 17.8cm単装砲12基 |
| 装甲（鉄製）                 | 舷側：115mm                                                                      |

カイザー・マックス級装甲艦（カイザー・マックスきゅうそうこうかん、ドイツ語: Kaiser Max Klasse）は、オーストリア＝ハンガリー帝国海軍が建造した装甲艦の艦級である。

## 概要
1862年に、当時オーストリア帝国領であったトリエステの造船所で3隻が建造された。1866年のリッサ海戦ではオーストリア艦隊の主力の一翼を担った。

## 同型艦
- カイザー・マックス（デンマーク語版）（Kaiser Max）:スタビリメント・テクニコ造船（トリエステ）にて1862年建造。

- プリンツ・オイゲン（デンマーク語版）（Prinz Eugen）:スタビリメント・テクニコ造船（トリエステ）にて1862年建造。

- フアン・デ・アウストリア（ドイツ語版）（SMS Juan de Austria）:トリエステにて1862年建造。

## 参考図書
- 「Conway All The World's Fightingships 1860-1905」（Conway）